# Freemasons’ Hall (London)

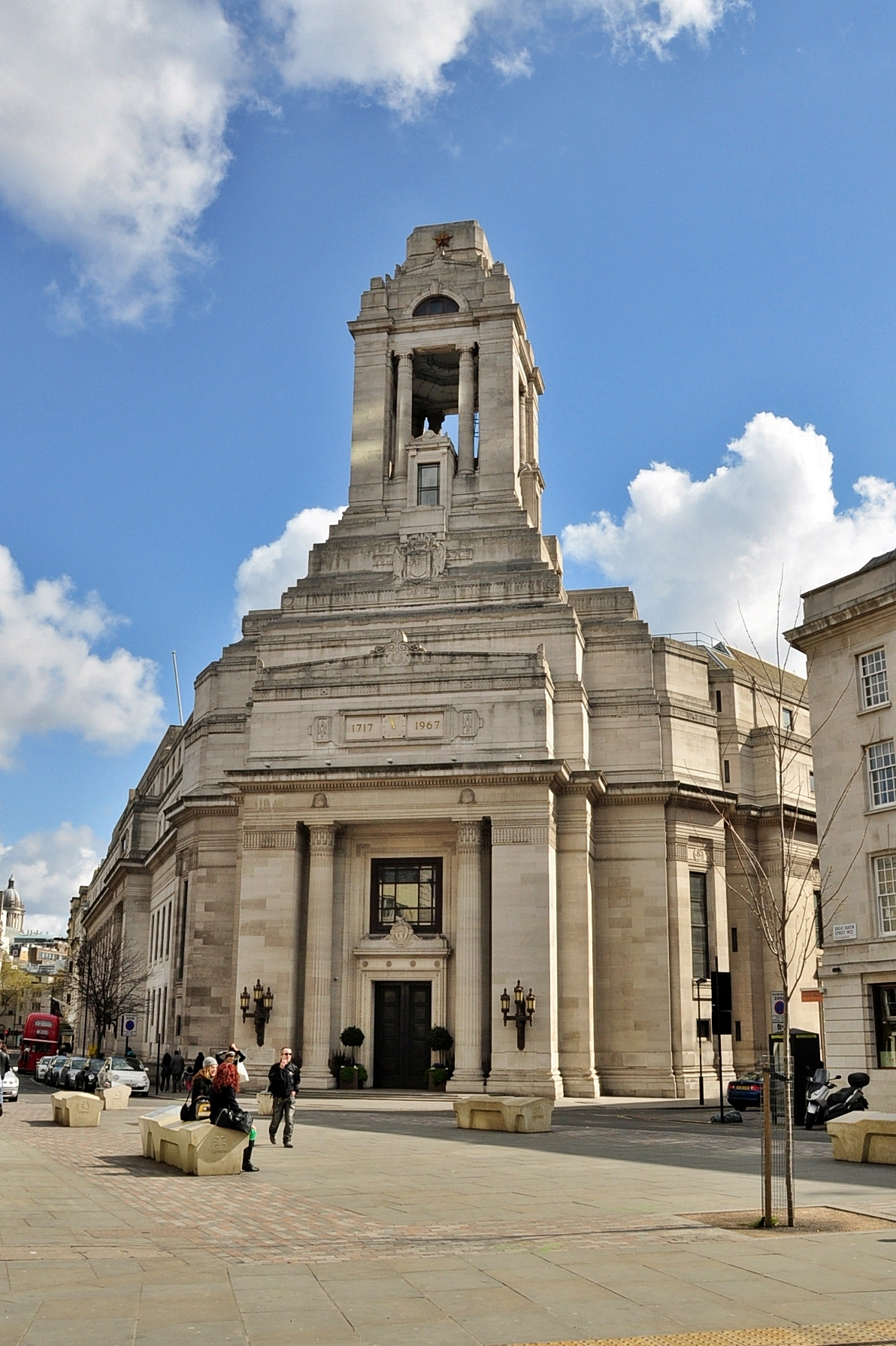
Freemasons’ Hall, Great Queen Street, London

Die Freemasons’ Hall in London ist der Sitz der Vereinigten Großloge von England und Treffpunkt der Freimaurerlogen der Region London.

## Geschichte
Die Adresse in der Great Queen Street zwischen Holborn und Covent Garden diente seit 1775 als Ort maurerischer Zusammenkünfte. Das gegenwärtige Gebäude ist das dritte seiner Art, es wurde 1927 bis 1933 in einer Variante des Späthistorismus bzw. des Art-déco-Stils errichtet. Als Architekten zeichneten verantwortlich Henry Victor Ashley und Francis Winton Newman.
Das Gebäude hieß zuerst Masonic Peace Memorial und sollte an die 3.225 englischen Freimaurer erinnern, die im Ersten Weltkrieg gefallen waren. Der „pazifistische“ Name wurde nach Ausbruch des Zweiten Weltkriegs 1939 in Freemasons’ Hall geändert. Der Bau wurde durch Spenden finanziert – der Masonic Million Memorial Fund erbrachte über £1 Million.
Die Freemasons Hall ist in der amtlichen Denkmalliste des Vereinigten Königreichs als Grade II* klassifiziert.
Im Zentrum des heutigen Gebäudes befindet sich der große Tempel (Grand Temple), der Versammlungssaal der Großloge, des Großkapitels und der Jahresversammlungen etlicher Provinziallogen. Bemerkenswert sind die mächtigen Bronzetüren und die Deckenmosaike des großen Saals. Dieser ist 37 m lang, 27 m breit und 19 m hoch.
Der Deckenschmuck umfasst neben maurerischen Symbolen Figuren, die die vier Kardinaltugenden – Klugheit, Mäßigung, Tapferkeit, Gerechtigkeit – repräsentieren und das Wappen von Arthur, 1. Duke of Connaught and Strathearn, tragen. Der zweitjüngste Sohn von Königin Victoria diente 1901–1939 als Großmeister der Großloge. Auf seine Anregung hin wurde das Masonic Peace Memorial errichtet.
Die Außentüren bestehen aus Bronze, die jeweils ein Gewicht von eineinviertel Tonnen besitzen. Im großen Tempel befindet sich eine große Orgel die von der renommierten britischen Orgelbaufirma Henry Willis & Sons installiert wurde.
In der Woche werden stündliche Führungen durch das Gebäude gegeben. Es wird die Bibliothek, das Museum und der große Tempel gezeigt. Es gibt insgesamt fünf Führungen pro Tag. Die Führungen am Samstag müssen im Voraus gebucht werden.

### Bibliothek und Museum
Die Bibliothek und das Museum ist von Montag bis Freitag von 10.00 bis 17.00 Uhr für die Öffentlichkeit geöffnet, der Eintritt ist kostenlos. Das Museum verfügt über eine vielfältige Sammlung von Objekten mit freimaurerischen Hintergrund, einschließlich Uhren, Möbel, Glaswaren, Schmuck, Porzellanwaren und Insignien. Die ausgestellten Objekte sind Eigentum von berühmten Freimaurern wie König Edward VII und Winston Churchill.
Die Bibliothek und das Museum umfassen zusätzlich eine der umfangreichsten Sammlungen von befreundeten Gesellschaften in ganz Europa, darunter verschiedenste Bücher und Artefakte.

### Andere Tempel in den Gebäuden
Neben dem großen Tempel gibt es noch weitere 23 Freimaurer-Tempel in dem Gebäude. Alle sind reich verziert und besitzen unterschiedliche Art-déco-Stile. Diese Tempel sind in der Regel nicht für öffentliche Führungen zugänglich.
Bemerkenswerte Tempel:
- Tempel Nr. 10 befindet sich unterhalb des großen Glockenturm. Das Interieur des Tempels umfasst eine Kombination aus dem Art-déco-Stil mit ägyptischen Design.

- Tempel Nr. 11 wurde weitgehend durch Spenden aus Japan und dem Fernen Osten finanziert und ist daher in einem großzügigen Stil geschmückt worden. Das Interieur wird dominiert von stilisierten Chrysanthemen, der Nationalblüte und dem Kaiserlichen Siegel  Japans.

- Tempel Nr. 12, bekannt als der sogenannte „Burma-Tempel“, ist mit stilisierten birmanischen Kunstwerken verziert und verfügt über eine Plakette, die die Beiträge von Freimaurern aus der ehemaligen britischen Kolonie Burma darstellt.

- Tempel Nr. 17 wurde weitgehend von Freimaurern aus Buckinghamshire finanziert und verfügt über einen großen geschnitzten Schwan (das Symbol von Buckinghamshire) an der Wand. Der Tempel umfasst weiterhin eine umfangreiche Eichenvertäfelung und wird primär von den ältesten Logen in London genutzt. Darunter sind die drei Logen (von ursprünglich vier), die vor 1717 die Gründung der Vereinigten Großloge von England initiierten (siehe auch: Entstehung der Großloge).

Anders als der große Tempel (Grand Temple), der täglich für öffentliche Touren offensteht, sind die anderen 23 Tempel normalerweise nicht öffentlich zugänglich, weil sie von den Londoner Logen für ihre wöchentlichen Treffen genutzt werden.

## Sonstiges
Die Gründungskonferenz der Evangelischen Allianz fand vom 19. August bis 1. September 1846 in der Freemasons Hall statt.
Die Freemasons Hall wird für viele öffentliche Veranstaltungen der Londoner Kultur genutzt. Dazu gehörten in der Vergangenheit beispielsweise die London Fashion Week (2010, 2013, 2014 und 2016), die After-Show-Party anlässlich der Premiere des Films Harry Potter und die Heiligtümer des Todes sowie die Feierlichkeiten zu den Premieren von Spider-Man 3 und I Am Legend.
George R. R. Martin, Autor der Fantasy-Saga Das Lied von Eis und Feuer, hielt gemeinsam mit Robin Hobb am 20. August 2014 eine öffentliche Lesung in der Freemasons Hall ab.
Ebenso wurde das Gebäude als Filmset und Kulisse folgender Filme und Serien genutzt:

### Filme
- 1997: The Saint – Der Mann ohne Namen (The Saint)
- 1997: Wings of the Dove – Die Flügel der Taube
- 2002: Churchill – The Gathering Storm (The Gathering Storm)
- 2002: Shackleton mit Kenneth Branagh
- 2003: Johnny English
- 2004: Agent Cody Banks 2: Mission London (Agent Cody Banks 2: Destination London) als Cody Banks
- 2004: The Life and Death of Peter Sellers
- 2005: Per Anhalter durch die Galaxis (Tempel und Officeszenen mit Humma Kavula (Great White Handkerchief))[15]
- 2005: Girl in the Café
- 2006: Basic Instinct – Neues Spiel für Catherine Tramell
- 2006: Penelope
- 2009: Sherlock Holmes[16][17]
- 2010: Green Zone (Szenen in den Sälen von Saddam Husseins Palast)[13][18]
- 2010: Shanghai[13]
- 2010: StreetDance 3D[13]
- 2015: James Bond 007: Spectre[19][20]
- 2017: Assassin’s Creed [21]
- 2019: Fast & Furious: Hobbs & Shaw (Außenaufnahmen)[22][23]

### Serien
- Agatha Christie’s Poirot (Folge: Murder on the Orient Express)
- Britain & Ireland's Next Top Model
- Foyle's War
- Friends and Crocodiles
- Hustle – Unehrlich währt am längsten
- Jeeves and Wooster – Herr und Meister
- New Tricks – Die Krimispezialisten
- Parade’s End – Der letzte Gentleman[24]
- Spooks – Im Visier des MI5
- The Crown  (3. Staffel; Folge Nr. 5)[25]
- Whitechapel

### Computerspiele
- In Assassin’s Creed Origins spielt man in der Gegenwart die Wissenschaftlerin Layla Hassan. In ihren Computer unter der Rubrik Vermisstendatei von Alan Rikkin befindet sich ein Zeitungsartikel zu Rikkins Tod. Dort ist ein Bild der Freemasons Hall zu sehen. Dieses Gebäude wird dort als „Grosse Halle der Templer“ bezeichnet.

## Bildergalerie

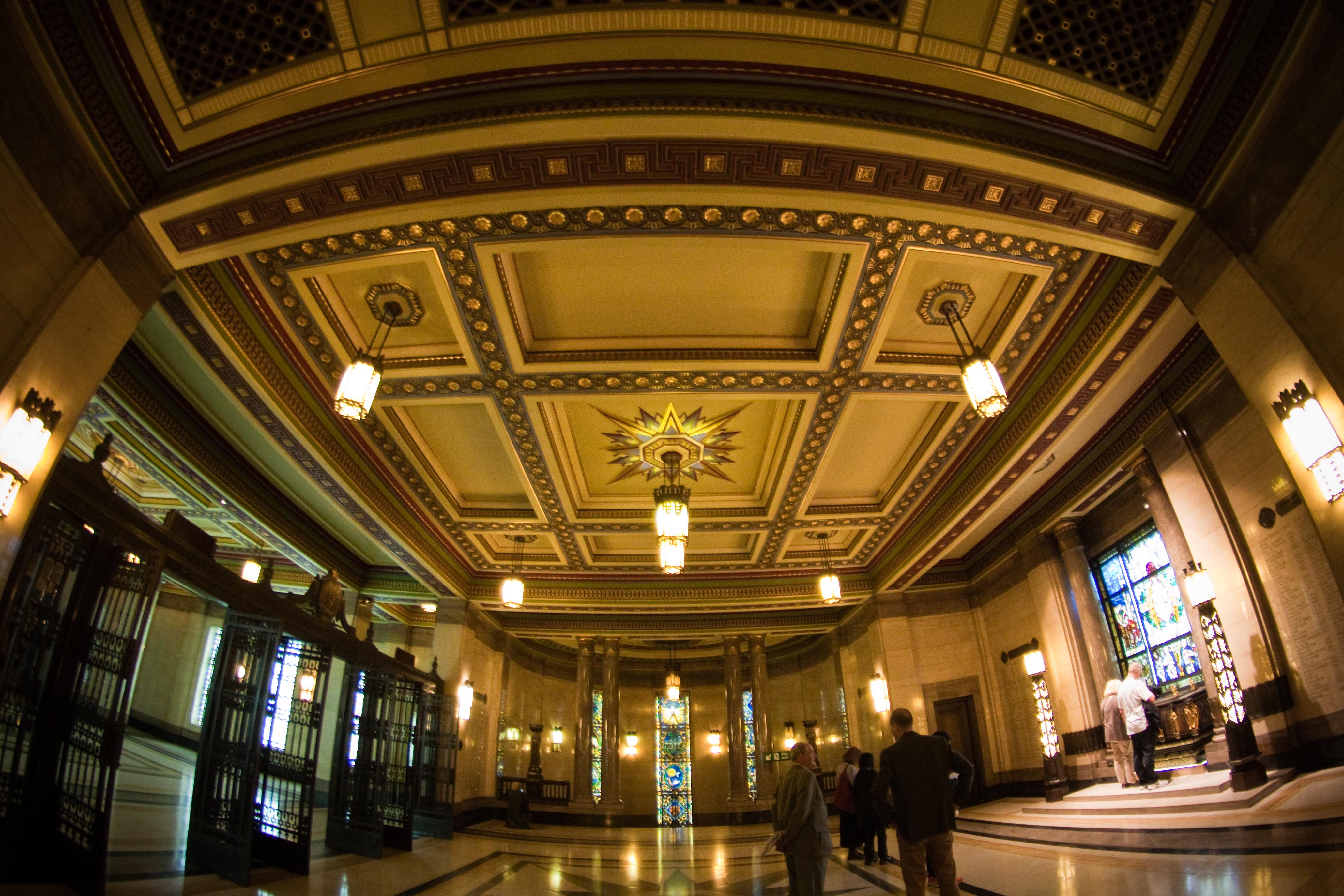
Eingangsbereich
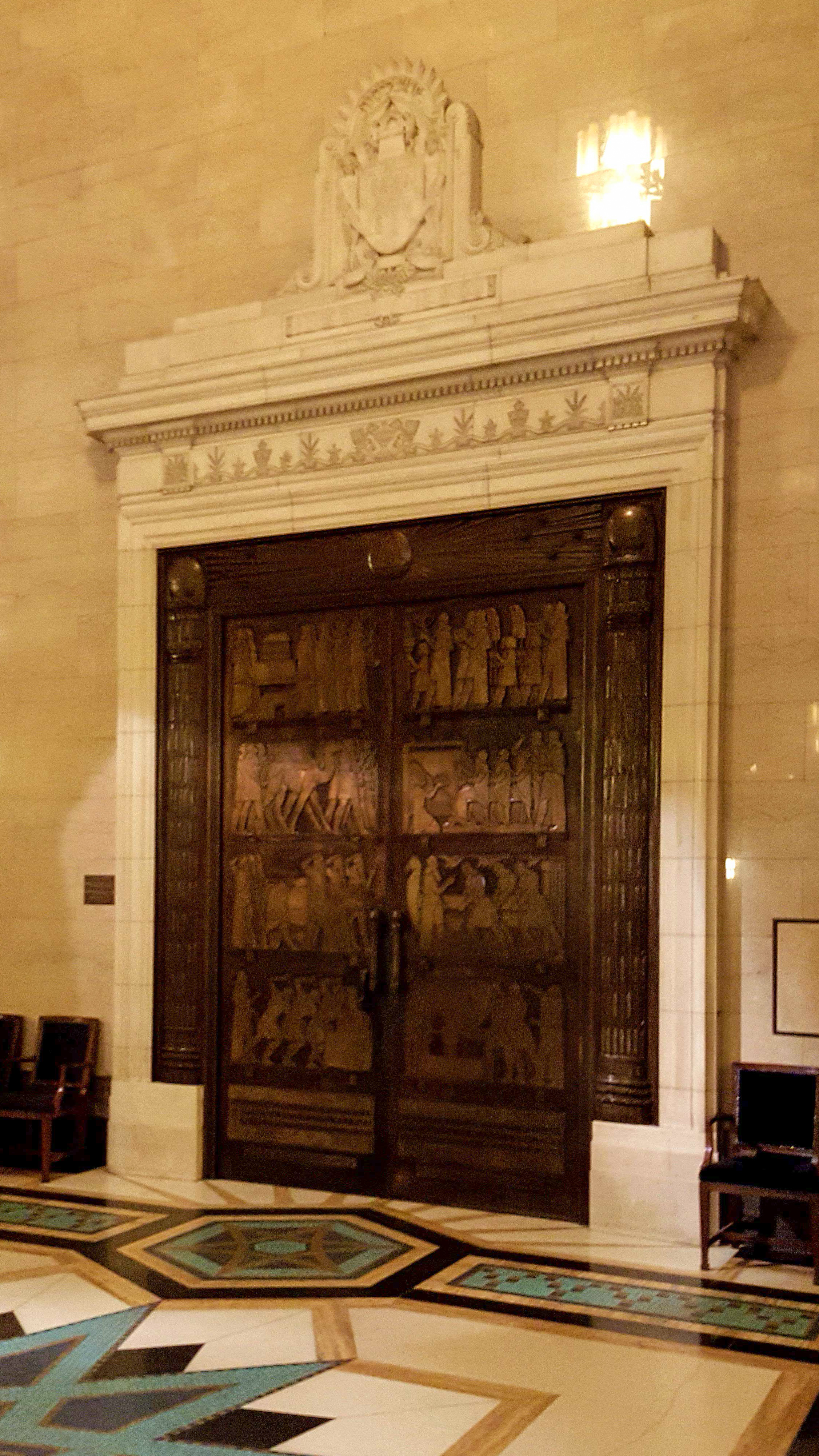
Bronzetür zum großen Tempel
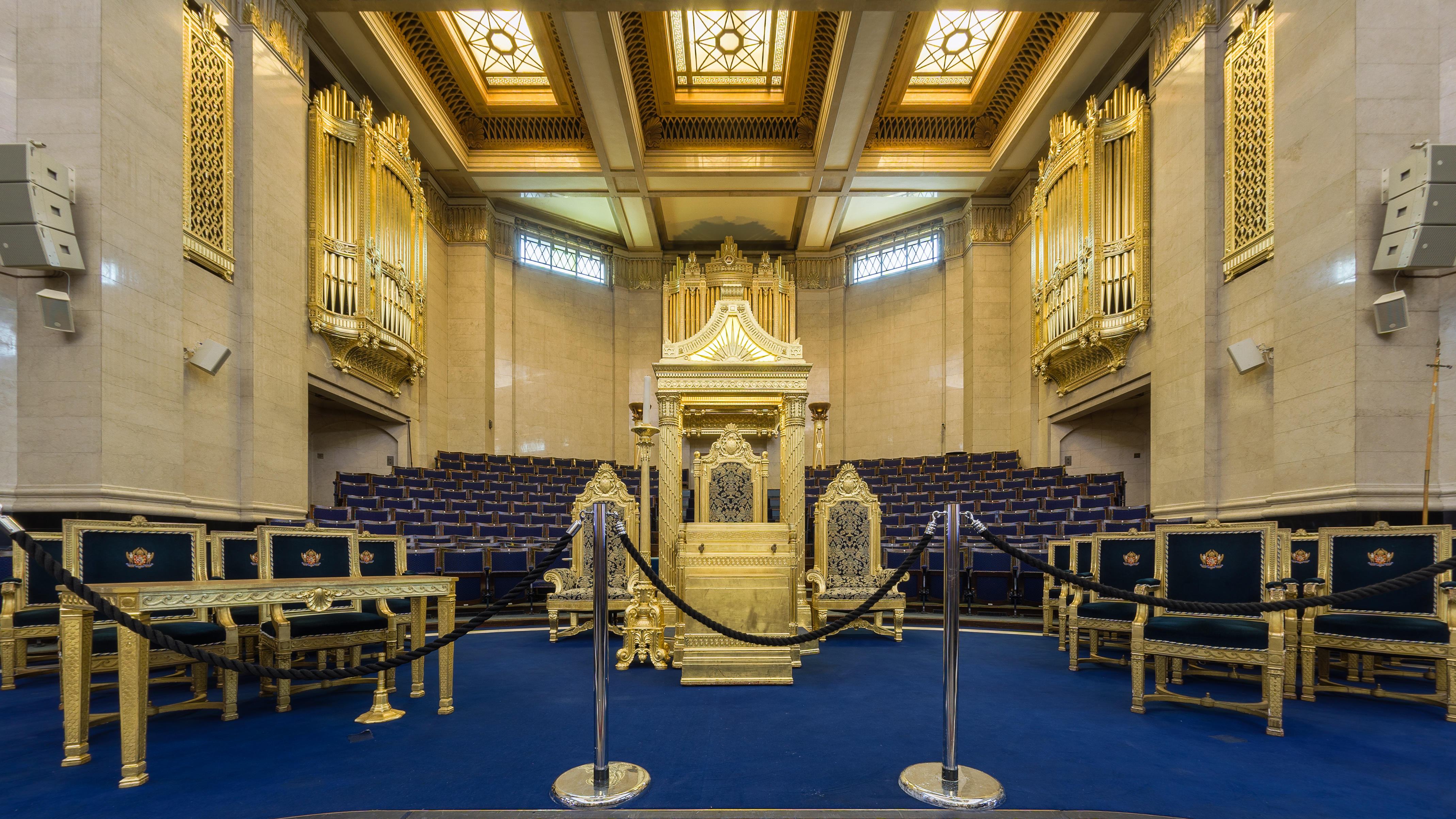
Interior des großen Tempels mit Orgel
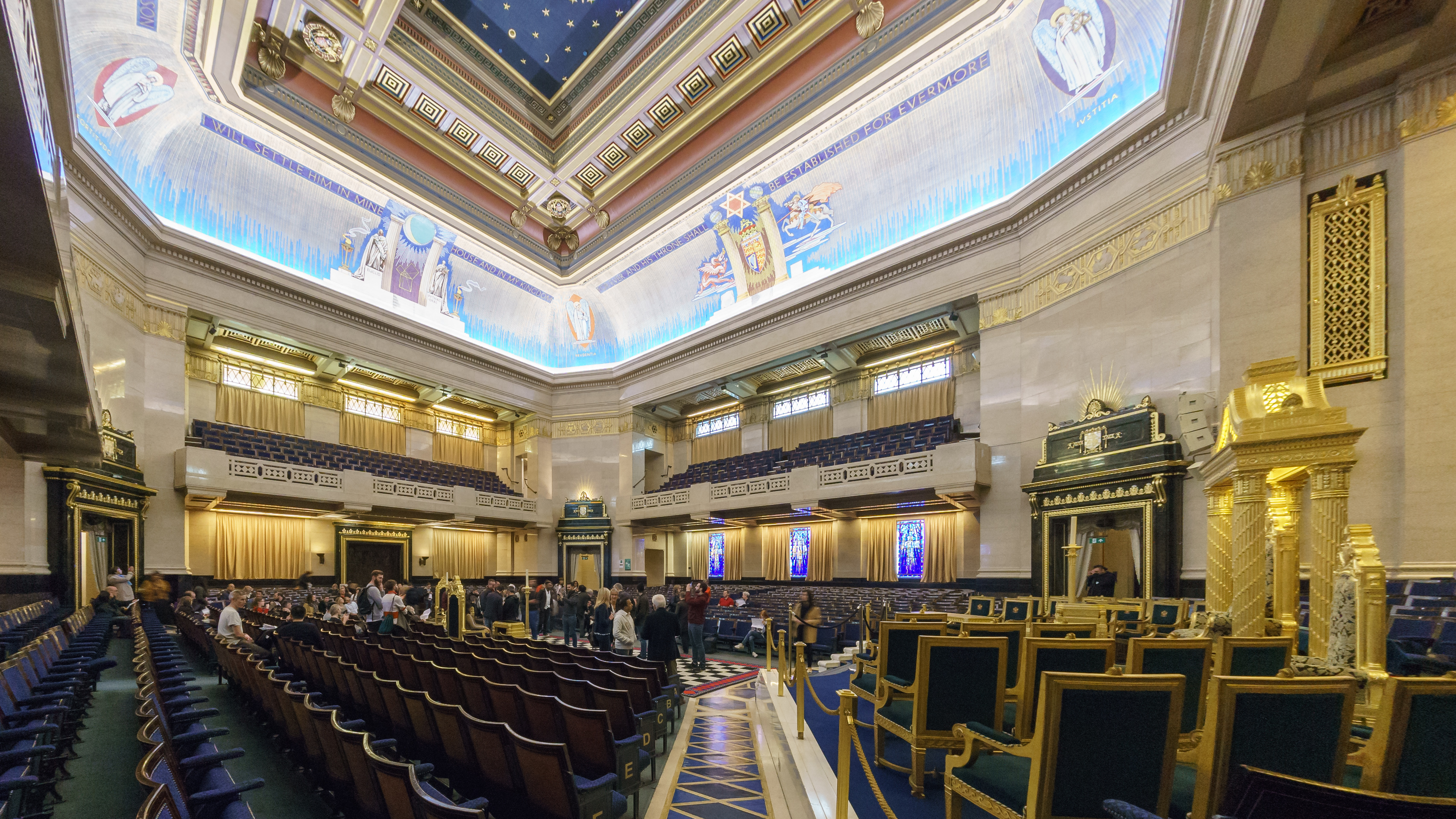
Gesamtansicht des großen Tempels
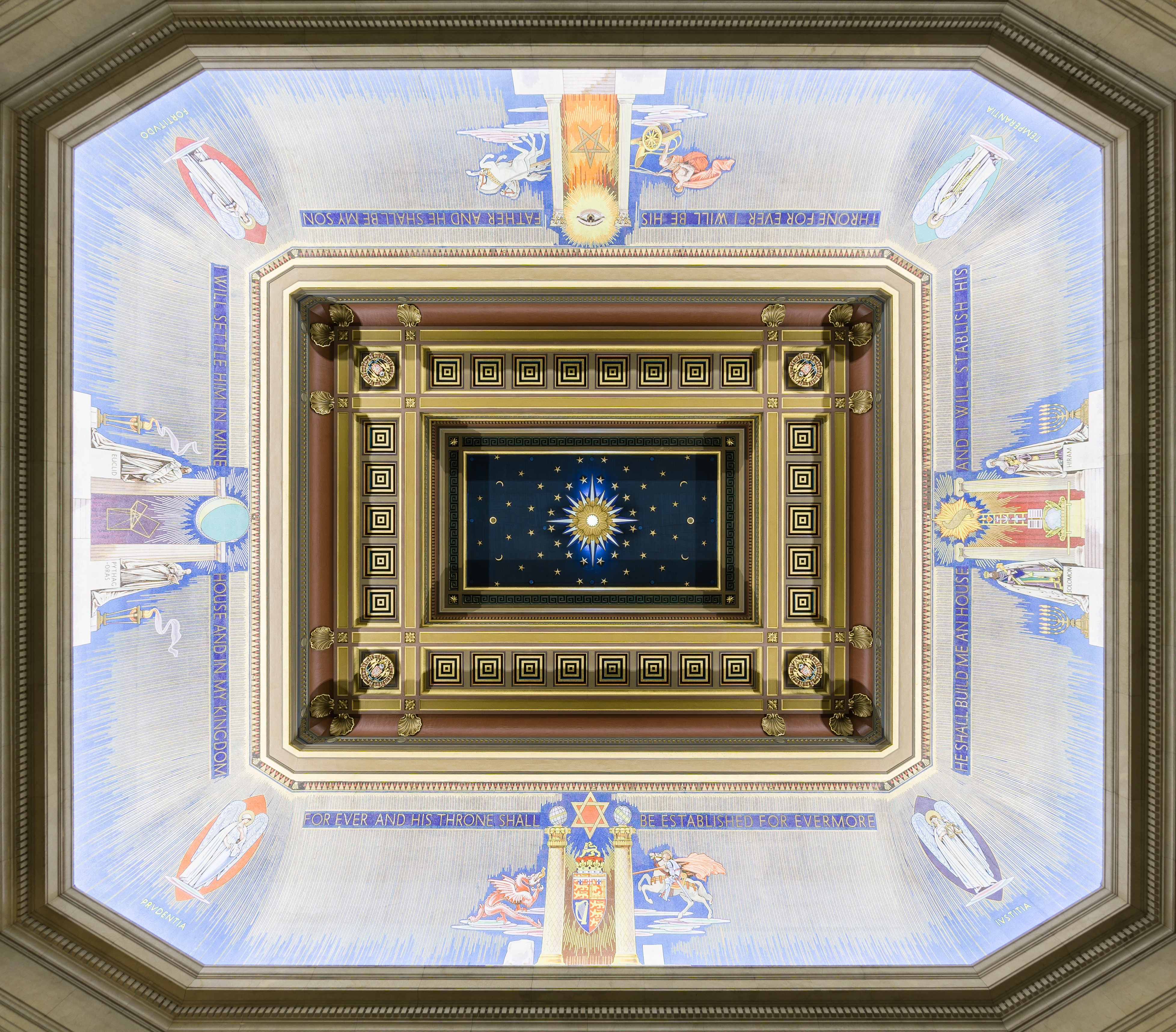
Die Decke des Tempels ist als offener Sternenhimmel dargestellt
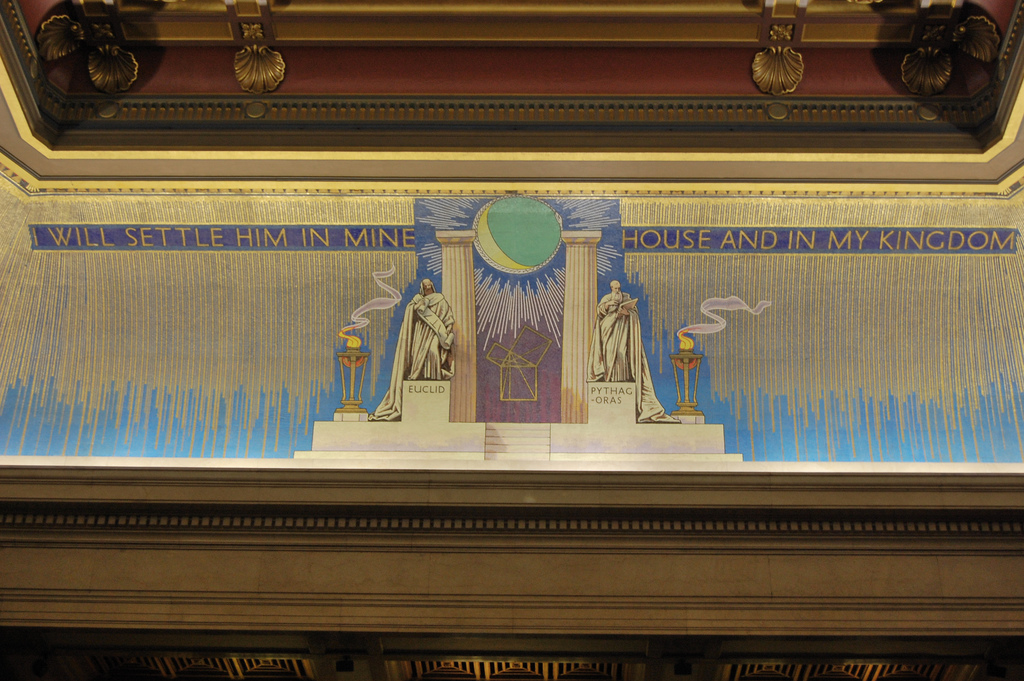
Relief von Pythagoras und Euklid an der seitlichen Decke des Tempels
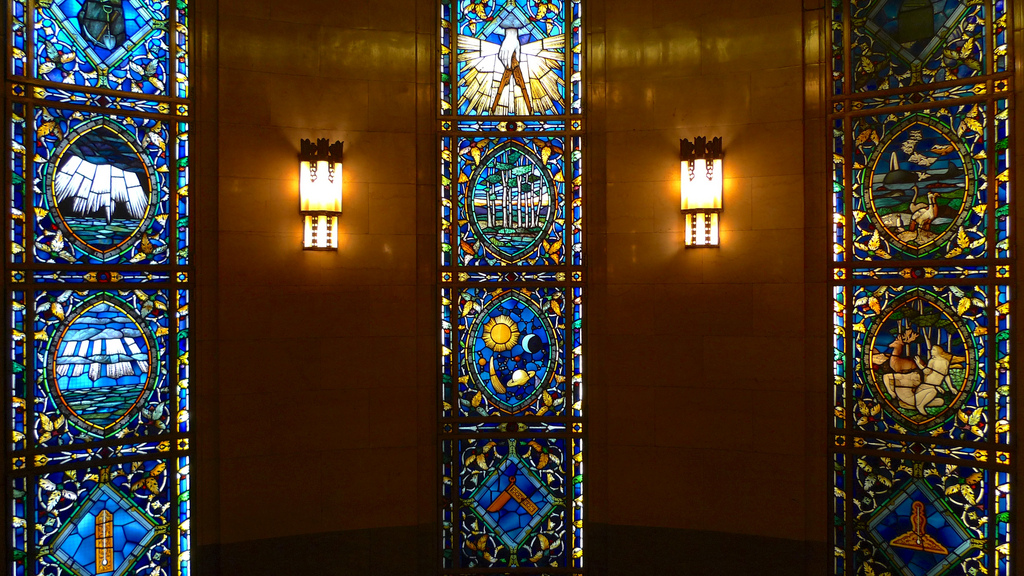
Bleiglasfenster mit verschiedenen Symbolen
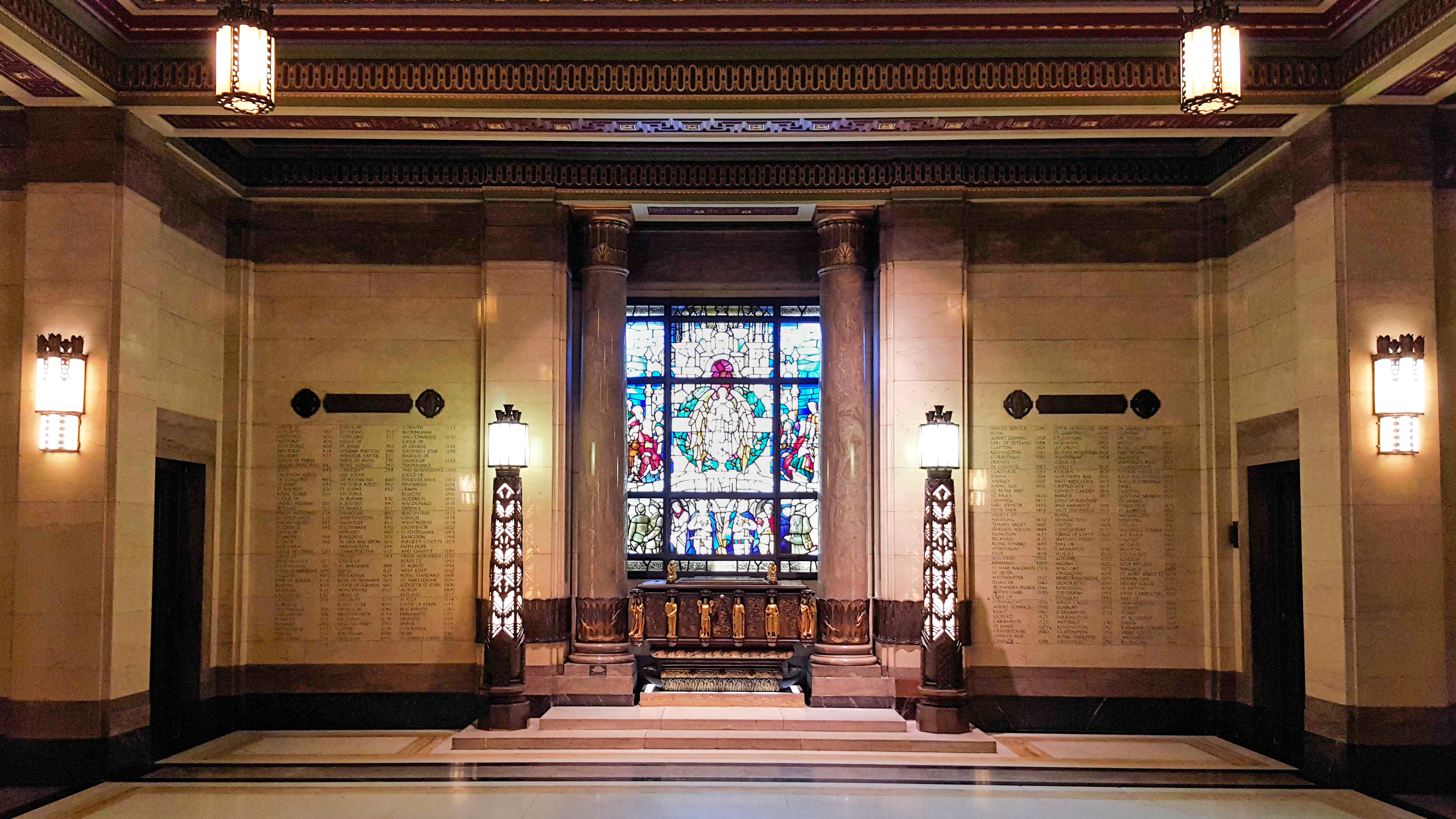
Kriegsdenkmal zu Ehren gefallener Freimaurer
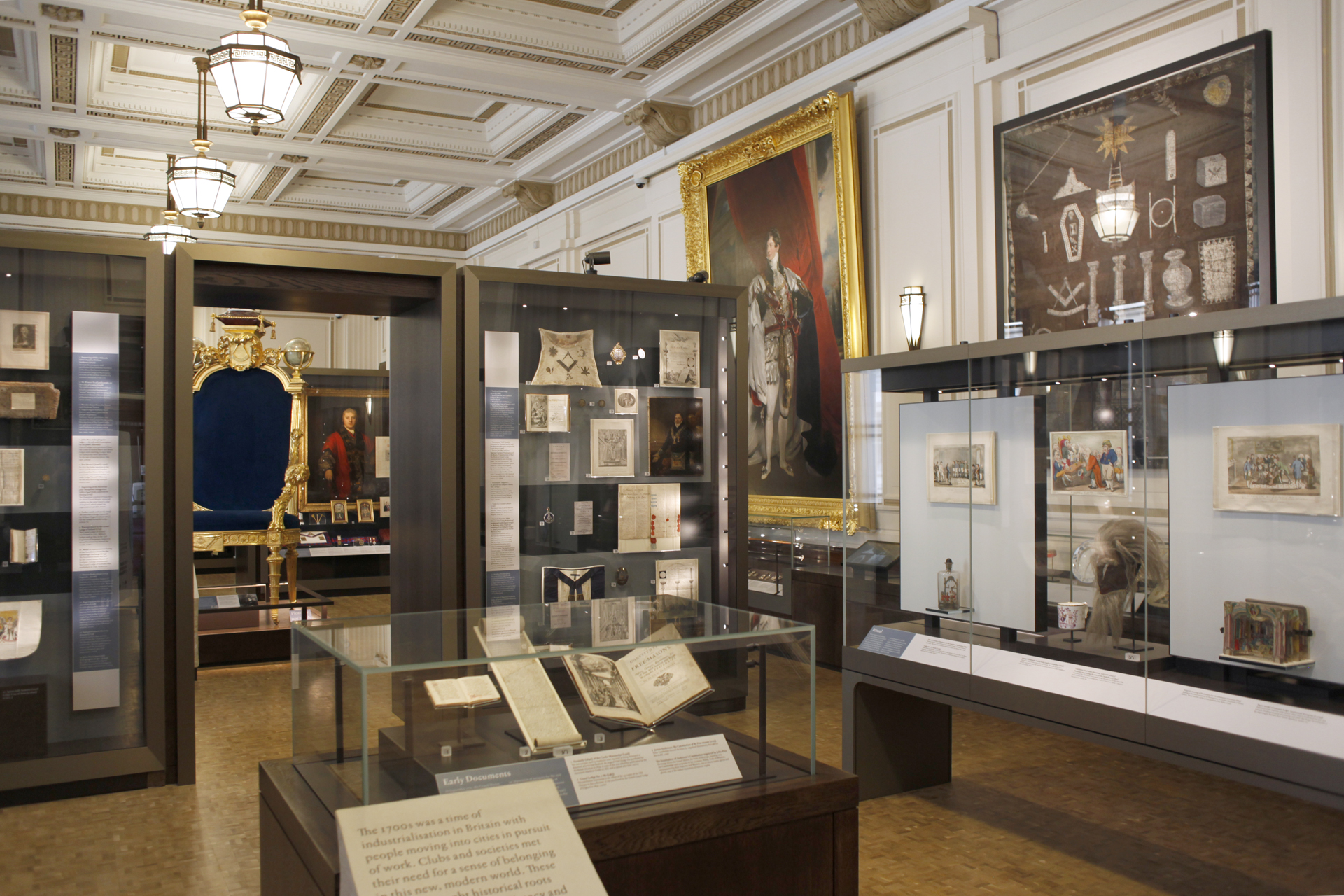
Museum of Freemasonry (Exponatenansicht im dortigen Freimaurermuseum)
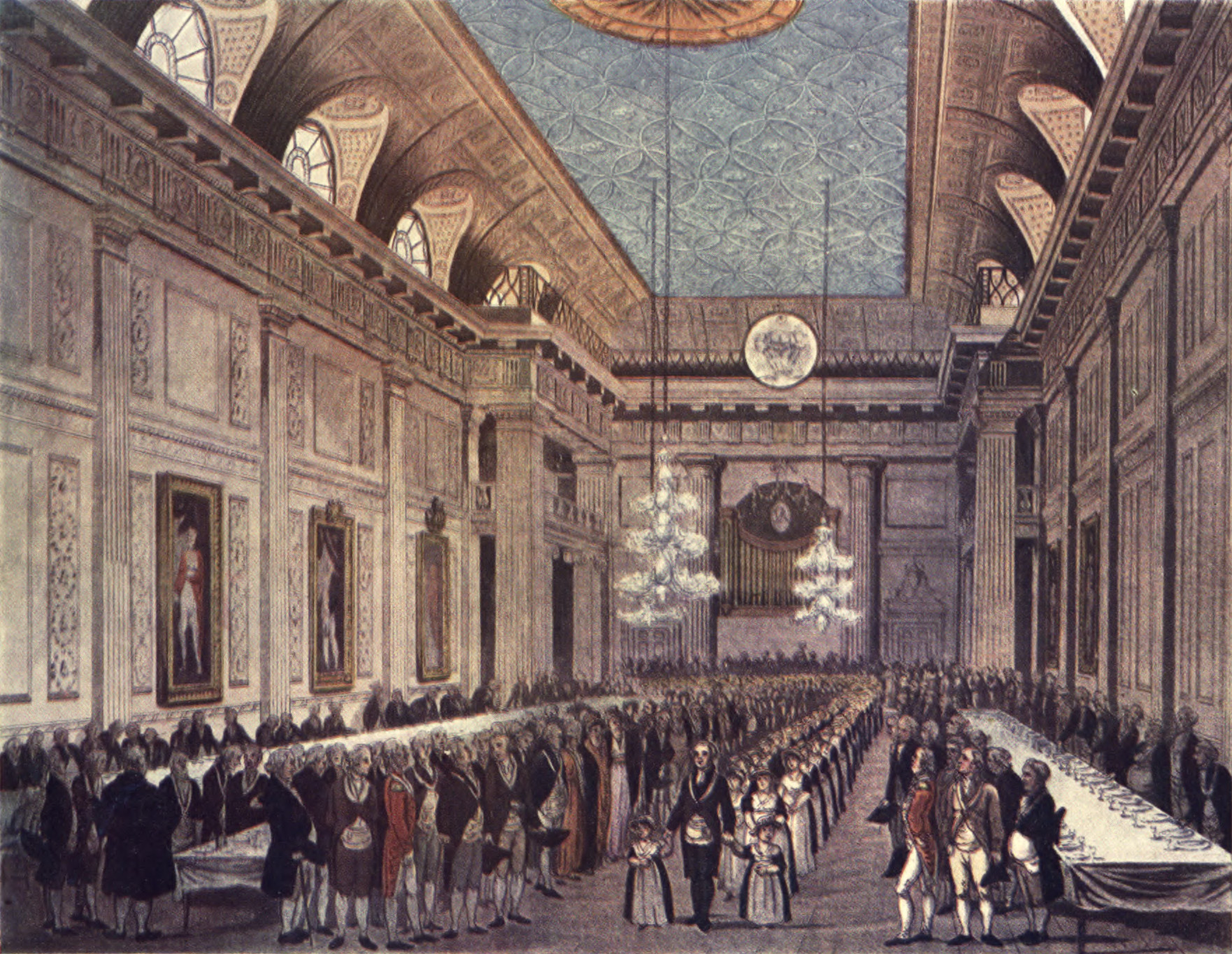
Freemasons' Hall um 1809